# Troisième district congressionnel du Texas
Le 3e district congressionnel du Texas se trouve dans les zones suburbaines au nord et au nord-est de Dallas. Il englobe une grande partie du Comté de Collin, notamment McKinney et Allen, ainsi que des parties de Plano, Frisco et Prosper. De plus, le district comprend tout le Comté de Hunt, sauf la partie sud. Le district abrite également une université publique de quatre ans, la Texas A&M University-Commerce, ainsi que le Collin College.
Le Texas compte au moins trois districts depuis 1869. Le siège actuel date d'un redécoupage du milieu de la décennie effectué avant les élections de 1966 après que la carte originale du Texas des années 1960 a été rejetée par Wesberry v. Sanders. Dans les configurations passées, c'était l'un des districts les plus républicains du Texas et de la métroplexe de Dallas-Fort Worth. Les Républicains occupent ce siège depuis les élections spéciales de 1968. Le Représentant du district est Keith Self.
Au recensement de 2010, le 3e district représente 765 486 personnes qui appartiennent majoritairement à la classe moyenne à supérieure (le revenu familial médian est de 80 912 $ US). Le district compte 59,1 % de blancs (non hispaniques), 15,06 % d'hispaniques ou de latinos (de toute race), 13 % d'asiatiques et 8,9 % de noirs ou d'afro-américains.
De 1967 à 2013, le district comprenait de grandes parties du Comté de Dallas. Finalement, le 3e a couvert une grande partie du nord du Comté de Dallas, y compris Garland, Rowlett et une grande partie du nord de Dallas lui-même. Il a été transféré dans le Comté de Collin en 1983. Depuis lors, la croissance rapide du Comté de Collin a entraîné une réduction progressive de la part du district dans le Comté de Dallas. Après un redécoupage en 2012, la partie du district du Comté de Dallas a été complètement supprimée. Cependant, il comprend toujours le quartier de Dallas situé dans le Comté de Collin.

## Redécoupage de 2021
De 2013 à 2021, le district représentait les zones suburbaines au nord et au nord-est de Dallas. Il englobait une grande partie du Comté de Collin, notamment McKinney, Plano et la majorité de Frisco, ainsi qu'une partie de la ville de Dallas. Le district abritait également le collège public Collin College et le campus Frisco de l'Université du Nord du Texas.
Après le redécoupage en 2021, les parties du district de Dallas et Richardson ont été supprimées, ainsi qu'une grande partie de Plano et Frisco. La partie Richardson du district a été transférée au 32e, tandis que les parties Plano, Dallas et Frisco ont été données au 4e. En retour, le 3e district a été élargi vers l'est pour englober la majeure partie du Comté de Hunt.

## Historique de vote
| Année | Poste     | Résultats              |
| ----- | --------- | ---------------------- |
| 2000  | Président | Bush 70,0 % - 30,0 %   |
| 2004  | Président | Bush 66,0 % - 33,0 %   |
| 2008  | Président | McCain 57,0 % - 42,0 % |
| 2012  | Président | Romney 63,0 % - 34,0 % |
| 2016  | Président | Trump 55,0 % - 41,0 %  |
| 2020  | Président | Trump 50,0 % - 49,0 %  |

## Liste des Représentants du district
| Membre                          | Parti            | Années                           | Congrès     | Histoire électorale | Zone géographique                                          |
| ------------------------------- | ---------------- | -------------------------------- | ----------- | --- | ---------------------------------------------------------- |
| District établit le 4 mars 1863 |                  |                                  |             | |                                                            |
| District inactif                | District inactif | 4 mars 1863 - 31 mars 1870       | 37e - 41e   | Guerre de Sécession et Reconstruction | Guerre de Sécession et Reconstruction                      |
| William Thomas Clark            | Républicain      | 31 mars 1870 - 13 mai 1872       | 41e , 42e   | Élu en 1869. Perd la contestation de l'élection. |                                                            |
| Dewitt Clinton Giddings (en)    | Démocrate        | 13 mai 1872 - 3 mars 1875        | 42e , 43e   | Remporte la contestation de son élection.leftRéélu en 1872. |                                                            |
| James W. Throckmorton           | Démocrate        | 4 mars 1875 - 3 mars 1879        | 44e , 45e   | Élu en 1874. Réélu en 1876. |                                                            |
| Olin Wellborn (en)              | Démocrate        | 4 mars 1879 - 3 mars 1883        | 46e , 47e   | Élu en 1878. Réélu en 1880. Redécoupage vers le 6e district. |                                                            |
| James H. Jones (en)             | Démocrate        | 4 mars 1883 - 3 mars 1887        | 48e , 49e   | Élu en 1882. Réélu en 1884. |                                                            |
| Constantine B. Kilgore (en)     | Démocrate        | 4 mars 1887 - 3 mars 1895        | 50e - 53e   | Élu en 1886. Réélu en 1888. Réélu en 1890. Réélu en 1892. |                                                            |
| Charles H. Yoakum (en)          | Démocrate        | 4 mars 1895 - 3 mars 1897        | 54e         | Élu en 1894. |                                                            |
| Reese C. De Graffenreid (en)    | Démocrate        | 4 mars 1897 - 29 août 1902       | 55e - 57e   | Élu en 1896. Réélu en 1898. Réélu en 1900. Décès. |                                                            |
| Vacant                          | Vacant           | 29 août 1902 - 4 novembre 1902   | 57e         | |                                                            |
| Gordon J. Russell (en)          | Démocrate        | 4 novembre 1902 - 14 juin 1910   | 57e - 61e   | Élu pour terminer le mandat de Graffenreid. Réélu en 1902. Réélu en 1904. Réélu en 1906. Réélu en 1908. Démissionne pour devenir Juge de District des États-Unis.                                                                                    |                                                            |
| Vacant                          | Vacant           | 14 juin 1910 - 23 juillet 1910   | 61e         | |                                                            |
| Robert M. Lively (en)           | Démocrate        | 23 juillet 1910 - 1911           | 61e         | Élu pour terminer le mandat de Russell. |                                                            |
| James Young (en)                | Démocrate        | 4 mars 1911 - 3 mars 1921        | 62e - 66e   | Élu en 1910. Réélu en 1912. Réélu en 1914. Réélu en 1916. Réélu en 1918. |                                                            |
| Morgan G. Sanders (en)          | Démocrate        | 4 mars 1921 - 3 janvier 1939     | 67e - 75e   | Élu en 1920. Réélu en 1922. Réélu en 1924. Réélu en 1926. Réélu en 1928. Réélu en 1930. Réélu en 1932. Réélu en 1934. Réélu en 1936. |                                                            |
| Lindley Beckworth (en)          | Démocrate        | 3 janvier 1939 - 3 janvier 1953  | 76e 82e     | Élu en 1938. Réélu en 1940. Réélu en 1942. Réélu en 1944. Réélu en 1946. Réélu en 1948. Réélu en 1950. Retrait pour se présenter comme Sénateur des États-Unis.                                                                                      |                                                            |
| Brady Preston Gentry (en)       | Démocrate        | 3 janvier 1953 - 3 janvier 1957  | 83e , 84e   | Élu en 1952. Réélu en 1954. Retrait. |                                                            |
| Lindley Beckworth (en)          | Démocrate        | 3 janvier 1957 - 3 janvier 1967  | 85e - 89e   | Élu en 1956. Réélu en 1958. Réélu en 1960. Réélu en 1962. Réélu en 1964. Redécoupage vers le 4e district et perd sa renomination. |                                                            |
| Joe Pool (en)                   | Démocrate        | 3 janvier 1967 - 14 juillet 1968 | 90e         | Redécoupage depuis le district at-large et réélu en 1966. Décès. | Dallas (en partie)                                         |
| Vacant                          | Vacant           | 14 juillet 1968 - 24 août 1968   | 90e         | | Dallas (en partie)                                         |
| James M. Collins (en)           | Républicain      | 21 août 1968 - 3 janvier 1983    | 90e - 97e   | Élu pour terminer le mandat de Pool. Réélu en 1968. Réélu en 1970. Réélu en 1972. Réélu en 1974. Réélu en 1976. Réélu en 1978. Réélu en 1980. Retrait pour se présenter comme Sénateur des États-Unis.                                               | Dallas (en partie)                                         |
| James M. Collins (en)           | Républicain      | 21 août 1968 - 3 janvier 1983    | 90e - 97e   | Élu pour terminer le mandat de Pool. Réélu en 1968. Réélu en 1970. Réélu en 1972. Réélu en 1974. Réélu en 1976. Réélu en 1978. Réélu en 1980. Retrait pour se présenter comme Sénateur des États-Unis.                                               | Collin (en partie), Dallas (en partie), Denton (en partie) |
| Steve Bartlett (en)             | Républicain      | 3 janvier 1983 - 11 mars 1991    | 98e - 102e  | Élu en 1982. Réélu en 1984. Réélu en 1986. Réélu en 1988. Réélu en 1990. Démissionne pour devenir Maire de Dallas. | Collin (en partie), Dallas (en partie)                     |
| Vacant                          | Vacant           | 11 mars 1991 - 8 mai 1991        | 102e        | | Collin (en partie), Dallas (en partie)                     |
| Sam Johnson                     | Républicain      | 8 mai 1991 - 3 janvier 2019      | 102e - 115e | Élu pour terminer le mandat de Bartlett. Réélu en 1992. Réélu en 1994. Réélu en 1996. Réélu en 1998. Réélu en 2000. Réélu en 2002. Réélu en 2004. Réélu en 2006. Réélu en 2008. Réélu en 2010. Réélu en 2012. Réélu en 2014. Réélu en 2016. Retrait. | Collin (en partie), Dallas (en partie)                     |
| Sam Johnson                     | Républicain      | 8 mai 1991 - 3 janvier 2019      | 102e - 115e | Élu pour terminer le mandat de Bartlett. Réélu en 1992. Réélu en 1994. Réélu en 1996. Réélu en 1998. Réélu en 2000. Réélu en 2002. Réélu en 2004. Réélu en 2006. Réélu en 2008. Réélu en 2010. Réélu en 2012. Réélu en 2014. Réélu en 2016. Retrait. | 2007–2013 Collin (en partie), Dallas (en partie)           |
| Sam Johnson                     | Républicain      | 8 mai 1991 - 3 janvier 2019      | 102e - 115e | Élu pour terminer le mandat de Bartlett. Réélu en 1992. Réélu en 1994. Réélu en 1996. Réélu en 1998. Réélu en 2000. Réélu en 2002. Réélu en 2004. Réélu en 2006. Réélu en 2008. Réélu en 2010. Réélu en 2012. Réélu en 2014. Réélu en 2016. Retrait. | 2013–2023 Collin (en partie)                               |
| Van Taylor                      | Républicain      | 3 janvier 2019 - 3 janvier 2023  | 116e , 117e | Élu en 2018. Réélu en 2020. Retrait. |                                                            |
| Keith Self                      | Républicain      | 3 janvier 2023 - Présent         | 118e, 119e  | Élu en 2022. Réélu en 2024. | 2023–Présent Collin (en partie), Hunt (en partie)          |

## Résultats des récentes élections
Voici les résultats des dix précédents cycles électoraux dans le district.

### 2004
| Élection de 2004 du 3e district congressionnel du Texas | Élection de 2004 du 3e district congressionnel du Texas | Élection de 2004 du 3e district congressionnel du Texas | Élection de 2004 du 3e district congressionnel du Texas | Élection de 2004 du 3e district congressionnel du Texas |
| ------------------------------------------------------- | ------------------------------------------------------- | ------------------------------------------------------- | ------------------------------------------------------- | ------------------------------------------------------- |
| Parti                                                   | Parti                                                   | Candidat                                                | Votes                                                   | %                                                       |
|                                                         | Républicain                                             | Sam Johnson (sortant)                                   | 180 099                                                 | 85,6                                                    |
|                                                         | Indépendant                                             | Paul Jenkins                                            | 16 966                                                  | 8,1                                                     |
|                                                         | Libertarien                                             | James Vessels                                           | 13 287                                                  | 6,3                                                     |
| Total des votes                                         | Total des votes                                         | Total des votes                                         | 210 352                                                 | 100 %                                                   |
|                                                         | Les Républicains conservent                             |                                                         |                                                         |                                                         |

### 2006
| Élection de 2006 du 3e district congressionnel du Texas | Élection de 2006 du 3e district congressionnel du Texas | Élection de 2006 du 3e district congressionnel du Texas | Élection de 2006 du 3e district congressionnel du Texas | Élection de 2006 du 3e district congressionnel du Texas |
| ------------------------------------------------------- | ------------------------------------------------------- | ------------------------------------------------------- | ------------------------------------------------------- | ------------------------------------------------------- |
| Parti                                                   | Parti                                                   | Candidat                                                | Votes                                                   | %                                                       |
|                                                         | Républicain                                             | Sam Johnson (sortant)                                   | 88 690                                                  | 62,5                                                    |
|                                                         | Démocrate                                               | Dan Dodd                                                | 49 529                                                  | 34,9                                                    |
|                                                         | Libertarien                                             | Christopher Claytor                                     | 3 662                                                   | 2,6                                                     |
| Total des votes                                         | Total des votes                                         | Total des votes                                         | 141 881                                                 | 100 %                                                   |
|                                                         | Les Républicains conservent                             |                                                         |                                                         |                                                         |

### 2008
| Élection de 2008 du 3e district congressionnel du Texas | Élection de 2008 du 3e district congressionnel du Texas | Élection de 2008 du 3e district congressionnel du Texas | Élection de 2008 du 3e district congressionnel du Texas | Élection de 2008 du 3e district congressionnel du Texas |
| ------------------------------------------------------- | ------------------------------------------------------- | ------------------------------------------------------- | ------------------------------------------------------- | ------------------------------------------------------- |
| Parti                                                   | Parti                                                   | Candidat                                                | Votes                                                   | %                                                       |
|                                                         | Républicain                                             | Sam Johnson (sortant)                                   | 170 742                                                 | 59,7                                                    |
|                                                         | Démocrate                                               | Tom Daley                                               | 108 693                                                 | 38,0                                                    |
|                                                         | Libertarien                                             | Christopher Claytor                                     | 6 348                                                   | 2,2                                                     |
| Total des votes                                         | Total des votes                                         | Total des votes                                         | 285 783                                                 | 100 %                                                   |
|                                                         | Les Républicains conservent                             |                                                         |                                                         |                                                         |

### 2010
| Élection de 2010 du 3e district congressionnel du Texas | Élection de 2010 du 3e district congressionnel du Texas | Élection de 2010 du 3e district congressionnel du Texas | Élection de 2010 du 3e district congressionnel du Texas | Élection de 2010 du 3e district congressionnel du Texas |
| ------------------------------------------------------- | ------------------------------------------------------- | ------------------------------------------------------- | ------------------------------------------------------- | ------------------------------------------------------- |
| Parti                                                   | Parti                                                   | Candidat                                                | Votes                                                   | %                                                       |
|                                                         | Républicain                                             | Sam Johnson (sortant)                                   | 101 180                                                 | 66,3                                                    |
|                                                         | Démocrate                                               | John Lingenfelder                                       | 47 848                                                  | 31,3                                                    |
|                                                         | Libertarien                                             | Christopher Claytor                                     | 3 602                                                   | 2,4                                                     |
|                                                         | Write-In                                                | Write-In                                                | 22                                                      | 0,0                                                     |
| Total des votes                                         | Total des votes                                         | Total des votes                                         | 152 652                                                 | 100 %                                                   |
|                                                         | Les Républicains conservent                             |                                                         |                                                         |                                                         |

### 2012
| Élection de 2012 du 3e district congressionnel du Texas | Élection de 2012 du 3e district congressionnel du Texas | Élection de 2012 du 3e district congressionnel du Texas | Élection de 2012 du 3e district congressionnel du Texas | Élection de 2012 du 3e district congressionnel du Texas |
| ------------------------------------------------------- | ------------------------------------------------------- | ------------------------------------------------------- | ------------------------------------------------------- | ------------------------------------------------------- |
| Parti                                                   | Parti                                                   | Candidat                                                | Votes                                                   | %                                                       |
|                                                         | Républicain                                             | Sam Johnson (sortant)                                   | 187 180                                                 | 100%                                                    |
|                                                         | Les Républicains conservent                             |                                                         |                                                         |                                                         |

### 2014
| Élection de 2014 du 3e district congressionnel du Texas | Élection de 2014 du 3e district congressionnel du Texas | Élection de 2014 du 3e district congressionnel du Texas | Élection de 2014 du 3e district congressionnel du Texas | Élection de 2014 du 3e district congressionnel du Texas |
| ------------------------------------------------------- | ------------------------------------------------------- | ------------------------------------------------------- | ------------------------------------------------------- | ------------------------------------------------------- |
| Parti                                                   | Parti                                                   | Candidat                                                | Votes                                                   | %                                                       |
|                                                         | Républicain                                             | Sam Johnson (sortant)                                   | 113 404                                                 | 82,0                                                    |
|                                                         | Vert                                                    | Paul Blair                                              | 24 876                                                  | 18,0                                                    |
| Total des votes                                         | Total des votes                                         | Total des votes                                         | 138 280                                                 | 100 %                                                   |
|                                                         | Les Républicains conservent                             |                                                         |                                                         |                                                         |

### 2016
| Élection de 2016 du 3e district congressionnel du Texas | Élection de 2016 du 3e district congressionnel du Texas | Élection de 2016 du 3e district congressionnel du Texas | Élection de 2016 du 3e district congressionnel du Texas | Élection de 2016 du 3e district congressionnel du Texas |
| ------------------------------------------------------- | ------------------------------------------------------- | ------------------------------------------------------- | ------------------------------------------------------- | ------------------------------------------------------- |
| Parti                                                   | Parti                                                   | Candidat                                                | Votes                                                   | %                                                       |
|                                                         | Républicain                                             | Sam Johnson (sortant)                                   | 193 684                                                 | 61,2                                                    |
|                                                         | Démocrate                                               | Adam Bell                                               | 109 420                                                 | 34,6                                                    |
|                                                         | Libertarien                                             | Scott Jameson                                           | 10 448                                                  | 3,3                                                     |
|                                                         | Vert                                                    | Paul Blair                                              | 2 915                                                   | 0,9                                                     |
| Total des votes                                         | Total des votes                                         | Total des votes                                         | 316 467                                                 | 100 %                                                   |
|                                                         | Les Républicains conservent                             |                                                         |                                                         |                                                         |

### 2018
| Élection de 2018 du 3e district congressionnel du Texas | Élection de 2018 du 3e district congressionnel du Texas | Élection de 2018 du 3e district congressionnel du Texas | Élection de 2018 du 3e district congressionnel du Texas | Élection de 2018 du 3e district congressionnel du Texas |
| ------------------------------------------------------- | ------------------------------------------------------- | ------------------------------------------------------- | ------------------------------------------------------- | ------------------------------------------------------- |
| Parti                                                   | Parti                                                   | Candidat                                                | Votes                                                   | %                                                       |
|                                                         | Républicain                                             | Van Taylor                                              | 169 520                                                 | 54,2                                                    |
|                                                         | Démocrate                                               | Lorie Burch                                             | 138 234                                                 | 44,2                                                    |
|                                                         | Libertarien                                             | Christopher Claytor                                     | 4 604                                                   | 1,5                                                     |
|                                                         | Write-In                                                | Write-In                                                | 153                                                     | 0,0                                                     |
| Total des votes                                         | Total des votes                                         | Total des votes                                         | 312 511                                                 | 100 %                                                   |
|                                                         | Les Républicains conservent                             |                                                         |                                                         |                                                         |

### 2020
| Élection de 2020 du 3e district congressionnel du Texas | Élection de 2020 du 3e district congressionnel du Texas | Élection de 2020 du 3e district congressionnel du Texas | Élection de 2020 du 3e district congressionnel du Texas | Élection de 2020 du 3e district congressionnel du Texas |
| ------------------------------------------------------- | ------------------------------------------------------- | ------------------------------------------------------- | ------------------------------------------------------- | ------------------------------------------------------- |
| Parti                                                   | Parti                                                   | Candidat                                                | Votes                                                   | %                                                       |
|                                                         | Républicain                                             | Van Taylor (sortant)                                    | 230 512                                                 | 55,1                                                    |
|                                                         | Démocrate                                               | Lulu Seikaly                                            | 179 458                                                 | 42,9                                                    |
|                                                         | Libertarien                                             | Christopher Claytor                                     | 8 621                                                   | 2,1                                                     |
| Total des votes                                         | Total des votes                                         | Total des votes                                         | 418 591                                                 | 100 %                                                   |
|                                                         | Les Républicains conservent                             |                                                         |                                                         |                                                         |

### 2022
| Primaire Républicaine de 2022 du 3e district congressionnel du Texas | Primaire Républicaine de 2022 du 3e district congressionnel du Texas | Primaire Républicaine de 2022 du 3e district congressionnel du Texas | Primaire Républicaine de 2022 du 3e district congressionnel du Texas | Primaire Républicaine de 2022 du 3e district congressionnel du Texas |
| -------------------------------------------------------------------- | -------------------------------------------------------------------- | -------------------------------------------------------------------- | -------------------------------------------------------------------- | -------------------------------------------------------------------- |
| Parti                                                                | Parti                                                                | Candidat                                                             | Votes                                                                | %                                                                    |
|                                                                      | Républicain                                                          | Van Taylor (sortant)                                                 | 41 260                                                               | 100                                                                  |
|                                                                      | Républicain                                                          | Keith Self                                                           | 17 058                                                               | 26,5                                                                 |
|                                                                      | Républicain                                                          | Suzanne Cassimatis Harp                                              | 13 375                                                               | 20,7                                                                 |
|                                                                      | Républicain                                                          | Rickey Williams                                                      | 1 731                                                                | 2,7                                                                  |
|                                                                      | Républicain                                                          | Jeremy Ivanoskis                                                     | 818                                                                  | 1,3                                                                  |

Le Second Tour de la Primaire Républicaine a été annulée. Keith Seif avance vers l'Élection Générale.
| Primaire Démocrate de 2022 du 3e district congressionnel du Texas | Primaire Démocrate de 2022 du 3e district congressionnel du Texas | Primaire Démocrate de 2022 du 3e district congressionnel du Texas | Primaire Démocrate de 2022 du 3e district congressionnel du Texas | Primaire Démocrate de 2022 du 3e district congressionnel du Texas |
| ----------------------------------------------------------------- | ----------------------------------------------------------------- | ----------------------------------------------------------------- | ----------------------------------------------------------------- | ----------------------------------------------------------------- |
| Parti                                                             | Parti                                                             | Candidat                                                          | Votes                                                             | %                                                                 |
|                                                                   | Démocrate                                                         | Sandeep Srivastava                                                | 13 865                                                            | 61,9                                                              |
|                                                                   | Démocrate                                                         | Doc Shelby                                                        | 8 531                                                             | 38,1                                                              |

| Élection de 2022 du 3e district congressionnel du Texas | Élection de 2022 du 3e district congressionnel du Texas | Élection de 2022 du 3e district congressionnel du Texas | Élection de 2022 du 3e district congressionnel du Texas | Élection de 2022 du 3e district congressionnel du Texas |
| ------------------------------------------------------- | ------------------------------------------------------- | ------------------------------------------------------- | ------------------------------------------------------- | ------------------------------------------------------- |
| Parti                                                   | Parti                                                   | Candidat                                                | Votes                                                   | %                                                       |
|                                                         | Républicain                                             | Keith Self                                              | 164 240                                                 | 60,5                                                    |
|                                                         | Démocrate                                               | Sandeep Srivastava                                      | 100 121                                                 | 36,9                                                    |
|                                                         | Libertarien                                             | Christopher Claytor                                     | 6895                                                    | 2,5                                                     |
| Total des votes                                         | Total des votes                                         | Total des votes                                         | 271 256                                                 | 100 %                                                   |
|                                                         | Les Républicains conservent                             |                                                         |                                                         |                                                         |

### 2024
| Primaire Républicaine de 2024 du 3e district congressionnel du Texas | Primaire Républicaine de 2024 du 3e district congressionnel du Texas | Primaire Républicaine de 2024 du 3e district congressionnel du Texas | Primaire Républicaine de 2024 du 3e district congressionnel du Texas | Primaire Républicaine de 2024 du 3e district congressionnel du Texas |
| -------------------------------------------------------------------- | -------------------------------------------------------------------- | -------------------------------------------------------------------- | -------------------------------------------------------------------- | -------------------------------------------------------------------- |
| Parti                                                                | Parti                                                                | Candidat                                                             | Votes                                                                | %                                                                    |
|                                                                      | Républicain                                                          | Keith Self (sortant)                                                 | 55 888                                                               | 72,8                                                                 |
|                                                                      | Républicain                                                          | Suzanne Cassimatis Harp                                              | 14 215                                                               | 18,5                                                                 |
|                                                                      | Républicain                                                          | Tre Pennie                                                           | 2797                                                                 | 3,6                                                                  |
|                                                                      | Républicain                                                          | John Porro                                                           | 2634                                                                 | 3,4                                                                  |
|                                                                      | Républicain                                                          | Jeremy Ivanoskis                                                     | 1224                                                                 | 1,6                                                                  |

| Primaire Démocrate de 2024 du 3e district congressionnel du Texas | Primaire Démocrate de 2024 du 3e district congressionnel du Texas | Primaire Démocrate de 2024 du 3e district congressionnel du Texas | Primaire Démocrate de 2024 du 3e district congressionnel du Texas | Primaire Démocrate de 2024 du 3e district congressionnel du Texas |
| ----------------------------------------------------------------- | ----------------------------------------------------------------- | ----------------------------------------------------------------- | ----------------------------------------------------------------- | ----------------------------------------------------------------- |
| Parti                                                             | Parti                                                             | Candidat                                                          | Votes                                                             | %                                                                 |
|                                                                   | Démocrate                                                         | Sandeep Srivastava                                                | 17 422                                                            | 100%                                                              |

| Élection de 2024 du 3e district congressionnel du Texas | Élection de 2024 du 3e district congressionnel du Texas | Élection de 2024 du 3e district congressionnel du Texas | Élection de 2024 du 3e district congressionnel du Texas | Élection de 2024 du 3e district congressionnel du Texas |
| ------------------------------------------------------- | ------------------------------------------------------- | ------------------------------------------------------- | ------------------------------------------------------- | ------------------------------------------------------- |
| Parti                                                   | Parti                                                   | Candidat                                                | Votes                                                   | %                                                       |
|                                                         | Républicain                                             | Keith Self (sortant)                                    | 237 794                                                 | 62,5                                                    |
|                                                         | Démocrate                                               | Sandeep Srivastava                                      | 142 953                                                 | 37,6                                                    |
| Total des votes                                         | Total des votes                                         | Total des votes                                         | 380 747                                                 | 100 %                                                   |
|                                                         | Les Républicains conservent                             |                                                         |                                                         |                                                         |